# Helicóptero grúa

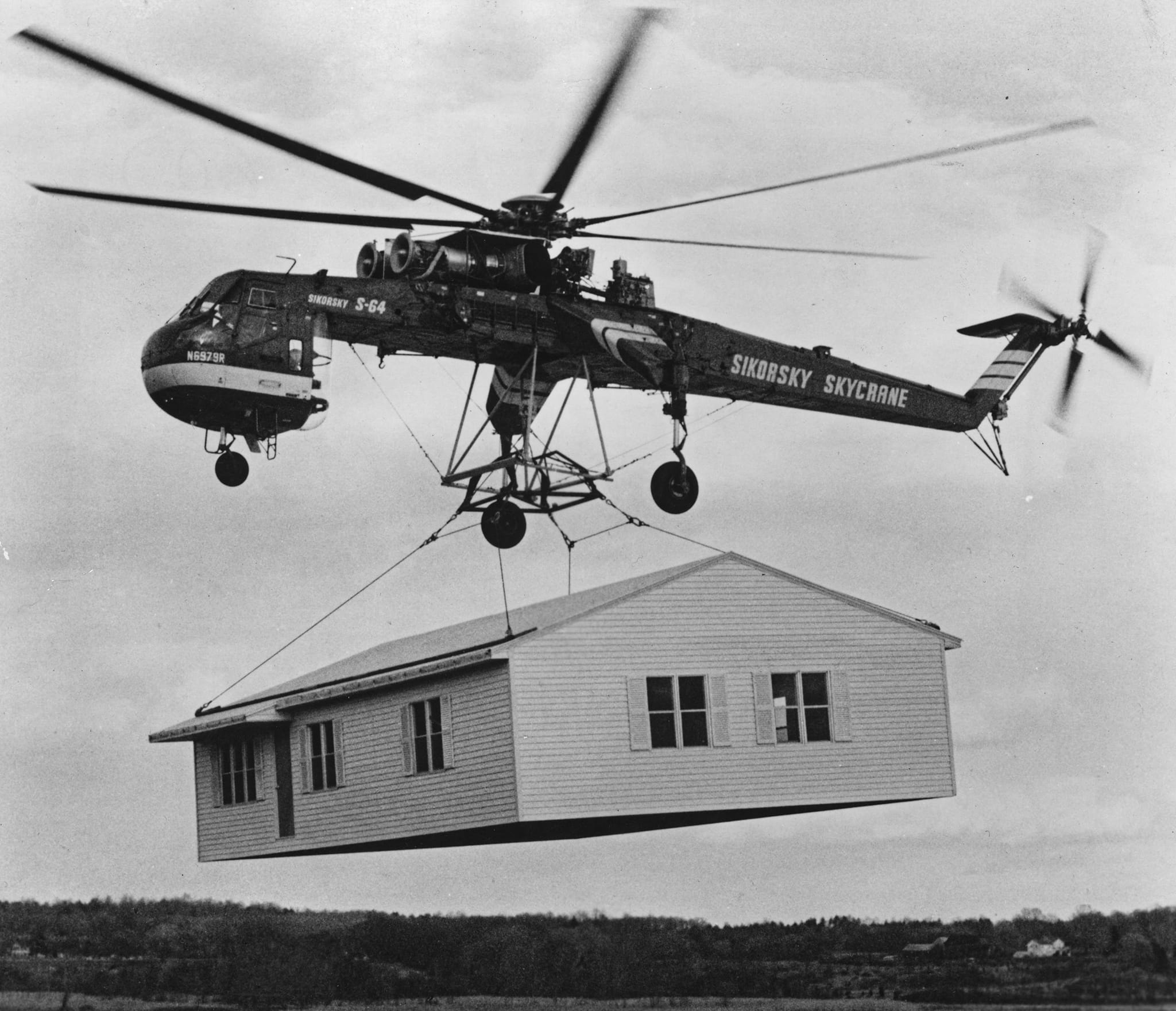
Un Sikorsky S-64 Skycrane transportando una casa.

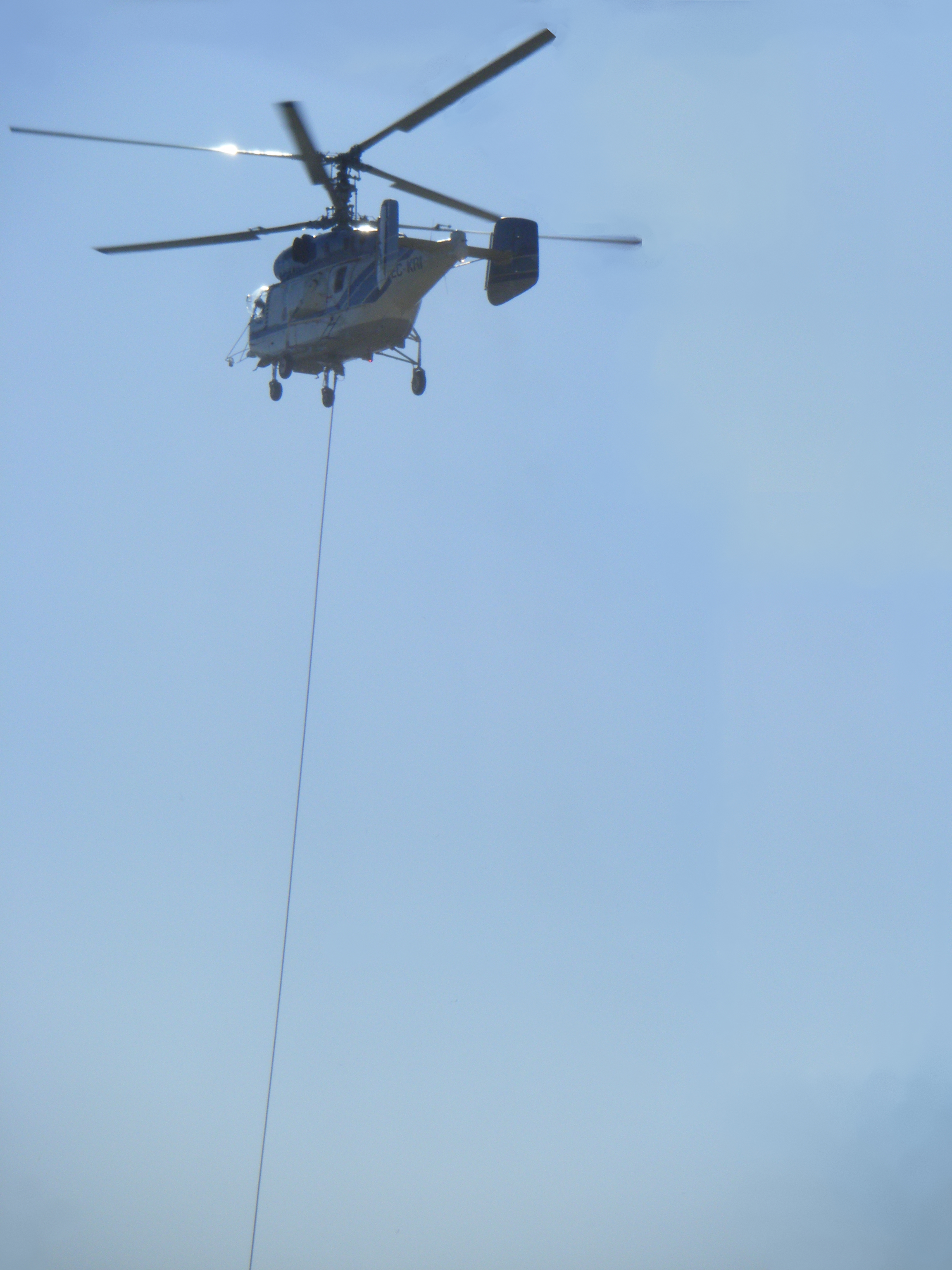
Kamov Ka-32.

Se denomina grúa volante, helicóptero grúa (skycrane en inglés) o helicóptero elevador a un helicóptero usado para elevar cargas pesadas. Estos helicópteros llevan cargas conectadas a los cables largos o eslingas para colocar equipo pesado cuando otros métodos no están disponibles o no resultan económicamente viables, o cuando el trabajo debe llevarse a cabo en áreas remotas o de difícil acceso, tales como las cimas de los edificios altos o la cima de una colina o montaña, lejos de la carretera. Los helicópteros fueron utilizados por primera vez como grúas aéreas en la década de 1950, pero no fue hasta la década de 1960 cuando la popularidad del uso de helicópteros grúa en las industrias de construcción y otros comenzó a hacerse popular. El uso más consistente de los helicópteros grúa es en la industria maderera para levantar los grandes árboles de un terreno accidentado donde los vehículos no son capaces de llegar, o cuando las preocupaciones ambientales prohíben las construcciones de carreteras. Estas operaciones se conocen como «longlining» («palangre») debido a la única y larga eslinga que se utiliza para transportar la carga.

## Historia
Los helicópteros Bell 47 fueron los primeros que se usaron como grúa aérea ligera, para ser utilizado en la década de 1950. Desafortunadamente, debido a la potencia limitada del helicóptero, nunca fue capaz de llevar más de unos pocos cientos de libras de carga. En la década de 1960, el Sikorsky S-58 reemplazó el Bell 47, debido a su mayor potencia. Incluso hoy en día, el S-58 aún realiza estos trabajos de carga media. El 1960 también trajo el Bell 211 HueyTug, una versión especialmente elaborada comercial del UH-1C para el levantamiento de cargas medias, e incluso el popular Bell 206 fue utilizado para cargas ligeras. Sin embargo, seguía habiendo una demanda de aparatos capaces de elevar cargas aún más grandes.
Los helicópteros más grandes se empezaron a comercializar después de la guerra de Vietnam ya que los fabricantes de helicópteros se centraron en la venta de las versiones comerciales de sus aparatos militares. Por ejemplo, el Boeing Vertol Modelo 107 y Modelo 234 han sido utilizados para transportar cargas más pesadas que sus predecesores. Sin embargo, las cargas más pesadas requieren una grúa aérea pura. La respuesta vino con el Sikorsky S-64 Skycrane. Originalmente producido para uso militar como CH-54 Tarhe para transporte pesado de aviones derribados y piezas de artillería, el Skycrane S-64 no era más que una estructura suficiente para alojar dos potentes motores, los rotores principal y de cola y sus sistemas de transmisión, la cabina, y un gancho de carga y el sistema de torno.
Skycranes se utilizaron en 1972, cuando el Chesapeake Bay Bridge conecta Maryland y la costa este estaba siendo construido para llevar el suministro de hormigón y otros en la obra. En 1993, un Erickson Skycrane que normalmente se utiliza para transportar madera en Oregón, se utilizó para mover la "Estatua de la Libertad" de la parte superior de la cúpula del Capitolio en Washington D. C.. La estatua se colocó en el suelo para ser limpiada y restaurada y después se colocó de nuevo a la cima de la cúpula, una vez más con un Skycrane (vídeo).

## Helicópteros diseñados para este propósito
- Sikorsky S-64 Skycrane
- Kaman K-MAX
- Kamov Ka-32K
- Mil Mi-10
- Hughes XH-17
- Bristol Belvedere
- Bell 214

## Helicópteros usados como grúa aérea
- Aérospatiale AS 350 Écureuil
- Aérospatiale SA 330 Puma
- Aérospatiale AS 332 Super Puma
- Aerospatiale SA 315B Lama
- Boeing Vertol 234 (Chinook comercial)
- Boeing Vertol 107 (Sea Knight comercial)
- Bell 204/205
- Bell 412
- MD Helicopters MD 500
- Mil Mi-8/Mil Mi-17
- Mil Mi-26
- Sikorsky S-61
- Sikorsky S-58T